# Heidekartelblad
Heidekartelblad (Pedicularis sylvatica) is een giftige, halfparasitaire, tweejarige plant, die behoort tot de bremraapfamilie (Orobanchaceae). De soort staat op de Nederlandse Rode lijst van planten als zeer zeldzaam en zeer sterk in aantal afgenomen. De plant komt van nature voor in Europa.
De plant wordt 8-25 cm hoog en heeft verscheidene stengels waarvan de middelsten rechtopstaan. De bladeren zijn dubbelveerdelig, vandaar de naam kartelblad.
Heidekartelblad bloeit in mei en juni met roze, soms witte, 1,5-2,5 cm grote bloemen. De ongelijk vijfslippige, urnvormige kelk is van buiten niet behaard. De bovenste slip heeft een gave rand en de anderen zijn ingesneden.
De vrucht is een tweezadige doosvrucht. De zaden zijn lichtbruin en hebben een mierenbroodje, waardoor ze door mieren verspreid worden.
De plant komt voor op natte tot vochtige, vrij zure grond in vergraste heide, blauwgraslanden en duinen.

## Plantengemeenschap
Het heidekartelblad is een kensoort voor de associatie van klokjesgentiaan en borstelgras (Gentiano pneumonanthes-Nardetum), een plantengemeenschap van vochtige tot natte, voedselarme graslanden met een combinatie van grassen, grasachtige planten en kleinbloemige kruiden.
Ook is ze een indicatorsoort voor het vochtig heischraal grasland, een karteringseenheid in de Biologische Waarderingskaart (BWK) van Vlaanderen en het Brussels Hoofdstedelijk Gewest met als code 'hmo'.

## Namen in andere talen
- Duits: Wald-Läusekraut
- Engels: Lousewort
- Frans: Pédiculaire des bois

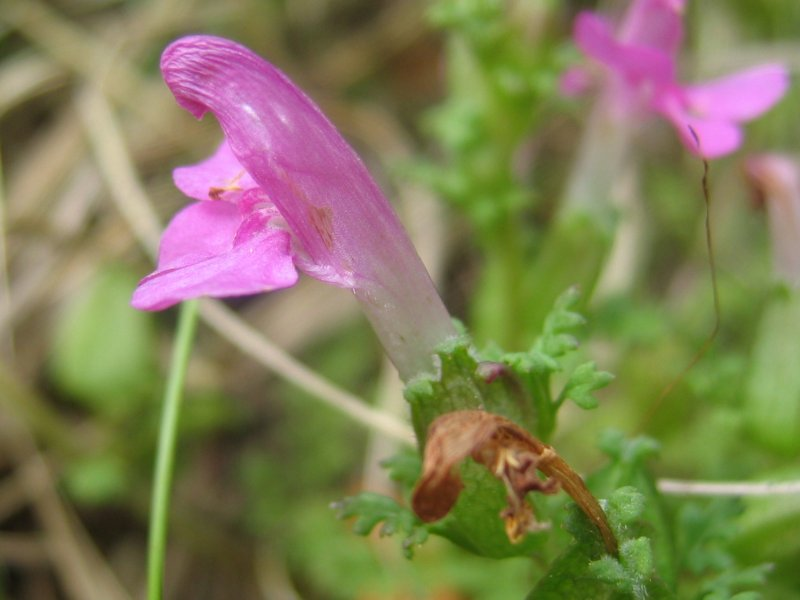
Bloem
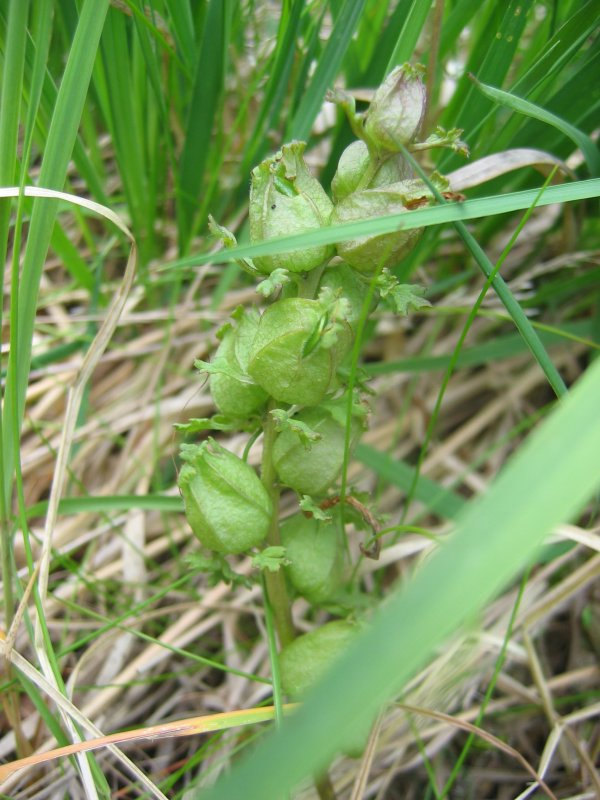
Doosvruchten
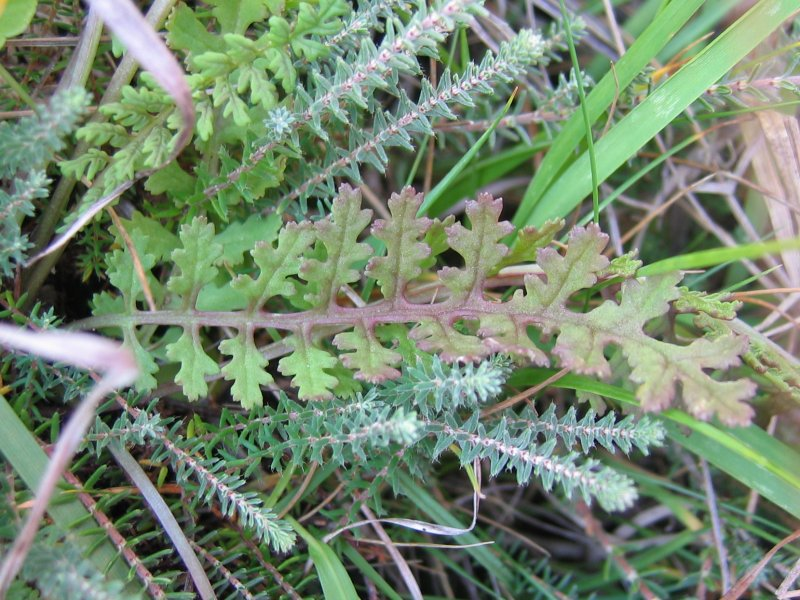
Blad